# Jules René Bourguignat
Pour les articles homonymes, voir Bourguignat.
Jules René Bourguignat, né le 29 août 1829 à Brienne-Napoléon et mort le 5 avril 1892 à Saint-Germain-en-Laye, est un naturaliste et malacologiste français.

## Biographie
Bourguignat fit ses études au collège de Troyes puis, destiné par son père à la magistrature, il partit, dans l’intention initiale de suivre des études de droit, pour Paris, où, porté par ses gouts pour la paléontologie, il abandonna bientôt la carrière juridique, pour se faire inscrire au cours du naturaliste Alcide d’Orbigny, Son premier travail, qui parut en 1852, constitue l’une des parties scientifiques du voyage en Orient de Félicien de Saulcy. Dès l’année suivante, au moment de la création de la chaire de paléontologie, il fut appelé par d’Orbigny à la place de préparateur de ce cours au Muséum de Paris, place qu’il conserva jusqu’à la mort de ce savant illustre, dont il fut également l’ami. Depuis cette époque, il se plongea dans les recherches scientifiques et parvint à réunir de précieuses collections.
À partir de cette époque, il s’adonna avec un ardeur sans réserve aux études scientifiques et fit paraitre, chaque année, de nombreux mémoires sur l’archéologie, l’épigraphie, la botanique, la géologie, l’ostéologie, la paléontologie et la malacologie. C’est surtout cette dernière, sa science favorite, qui a servi de thème à ses multiples ouvrages, et c’est surtout en malacologie qu’il est intéressant d’examiner Bourguignat, afin de montrer les évolutions scientifiques que l’étude, la réflexion et le travail ont apporté dans la série de ses travaux sur cette matière.
Le catalogue de ses œuvres ne compte pas moins de 80 pièces. Jeune encore, il fut fait chevalier de la Légion d'honneur, puis reçut les palmes académiques. Parmi ses œuvres, une seule possède un caractère d’intérêt local, c’est la Notice sur une pierre tombale conservée en l’église de Notre-Dame de la Ville-au-Bois ; Bar-sur-Aube, imprimerie veuve Jardeaux-Ray, 1855, in-4° avec pl. chromolithographiées.
Ses travaux scientifiques portent principalement sur les découvertes qu’il fit en Algérie et dans le midi de la France. En 1860, il se démit de ses fonctions en faveur de Paul Fischer. Il a été enterré, le 7 avril 1892, à Vendeuvre-sur-Barse.

## La malacologie
La malacologie, à l’époque où Bourguignat entreprit ses publications, datait à peine d’une cinquantaine d’années. Cette science était mal assise. Les formes spécifiques étaient alors envisagées sous un aspect tout particulier et des séries entières de formes le plus souvent très dissemblables étaient agglomérées, sous un même nom et en allongeant des kyrielles de citations synonymiques ordinairement inexactes. Son approche de la malacologie est fondée sur des conceptions néolamarckiennes de l’espèce qui conduit l’auteur à décrire plusieurs milliers d’espèces sur la base de caractères peu distincts, tout en éliminant les formes intermédiaires. Il a donc eu le mérite incontestable d’appliquer des règles fixes dans la manière d’entendre l’espèce en malacologie et il la considère comme « une chose abstraite, mais qui se détermine cependant, pour le besoin zoologique, par la présence de caractères constants. » Il est bien certain, d’après lui, que ces caractères sont, des lois, les résultants des influences vitales et climatologiques, et il estimait qu’il en faut trois pour discerner une espèce d’une espèce voisine. Cette méthode offrait l’avantage indiscutable de supprimer l’arbitraire en matière de classification, puisque, dans la pratique, il est impossible ou tout au moins très difficile de spécifier la part due à une influence quelconque dans la variation des espèces malacologiques. Il est également impraticable de pouvoir affirmer en toute sécurité que deux ou plusieurs formes, considérées comme distinctes, dérivent ou ne dérivent pas d’une forme ancestrale commune.
C’est une « nouvelle école » qu’il crée ainsi entraînant avec lui de nombreux malacologistes comme Paul Fagot (1842-1908), Aristide Letourneux (1820-1891), Jules François Mabille (1831-1901), Arnould Locard (1841-1904) et bien d’autres, et la nouvelle méthode, appliquée par son auteur, l’a amené à des découvertes inattendues. Avec les formes sur lesquelles, à force de patience et d’étude, il est parvenu à lire les signes résultant du froid, de la chaleur, de la sécheresse où de l’humidité, il est arrivé, en remontant des effets aux causes, à rétablir les anciennes climatologies, comme celles du bassin de la Seine aux époques préhistoriques, à chiffrer les dates des dépôts, ainsi qu’il l’a fait pour les dépôts inférieurs des dolmens de l’Algérie, et même à recomposer la topographie d’un pays, comme il a réussi à le faire pour la colline de Sansan, à l’époque miocène.
Les travaux de Bourguignat, l’un des plus, sinon le plus, féconds des auteurs de son siècle, sont extrêmement nombreux (plus de 200 titres, la plupart en malacologie). En 1863, il entame une longue série de mémoires : les Aménités malacologiques suivies des Spicilèges malacologiques et des Mollusques nouveaux, litigieux ou peu connus qui cumulent au total pas moins de 112 titres. Bien que décriée dans son application par des ennemis acharnés, la méthode de ce travailleur infatigable a été suivie plus ou moins inconsciemment par la plupart des malacologistes de quelque valeur. Ce savant avait réuni une collection des plus remarquables de coquilles terrestres et fluviatiles du système européen, collection dont il a fait don, lors des premières attaques de la maladie qui l’a emporté, au Muséum d'histoire naturelle de Genève, afin qu’elle complétât en quelque sorte, la collection de Lamarck, que possède également cet établissement. Ayant joint à ses études la faune de l’Afrique équatoriale, notamment de la région des Grands Lacs du centre de ce continent, il a publié sur ce sujet des travaux importants. Les matériaux qu’il avait recueillis à cet effet, ont été donnés au Muséum de Paris.
Bourguignat, dont la susceptibilité avait été souvent froissée par les attaques de ses ennemis, avait aussi de nombreux amis dévoués, qui avaient pu apprécier sa constante bienveillance, sa libéralité et son grand désintéressement scientifiques. En 1883, il avait été le promoteur de la Société malacologique de France, qu’il avait constituée, en 1884, avec le concours de Ancey, Coutagne, Fagot, Servain, Paul Hagenmuller, Letourneux, Poirier, Mabille, A. de Saint-Simon, Rochebrune et Locard. Cette société édita les épais Bulletins de la Société malacologique de France, les Annales de malacologie ainsi qu'une Revue biographique de la Société malacologique de France de durées éphémères.

## Distinctions
- Chevalier de l'ordre des Palmes académiques
- Chevalier de la Légion d'honneur (11 août 1869)[3]

## Principaux ouvrages
- 1853-1880. Aménités malacologiques. Paris, 2 vol., 45 pl. regroupant 85 mémoires dans les domaines de la paléontologie, l'archéologie, la botanique et la malacologie.
- 1861-1862. Spicilèges malacologiques. Paris, 1 vol., 15 pl. regroupant 15 mémoires ; ils font suite aux Aménités.
- 1863-1870. Mollusques nouveaux, litigieux ou peu connus. Paris, 2 vol., 49 pl. regroupant 12 décades ; ils font suite aux Spicilèges.
- 1876-1885. Species novissimae Molluscorum in europaeo systemati detectae, notis diagnosticis succinctis breviter descriptae. Paris.
- 1852. Testacea novissima quae Cl. de Saulcy, in itinere per Orientem, annis 1850 et 1851, collegit. Lutetiae.
- 1853. Catalogue raisonné des Mollusques terrestres et fluviatiles recueillis par M. F. de Saulcy, pendant son voyage en Orient. Paris, 4 pl.
- 1854. Monographie des espèces françaises du genre Sphaerium, suivie d'un catalogue synonymique des Sphéries constatées en France à l'état fossile. Bordeaux, 4 pl.
- 1860. Malacologie terrestre de l'île du Château d'If, près Marseille. Paris, 2 pl.
- 1860. Malacologie de Bretagne. Paris, 2 pl.
- 1862. Malacologie du Lac des Quatre-Cantons et de ses environs. Paris, 4 pl.
- 1863. Monographie du nouveau genre français Moitessieria. Paris, 2 pl.
- 1864. Malacologie de Grande Chartreuse. Paris, 103 p., 17 pl.
- 1864. Malacologie d'Aix-les-Bains. Paris, 86 p., 3 pl.
- 1864. Malacologie de l'Algérie, ou Histoire naturelle des animaux Mollusques terrestres et fluviatiles recueillis jusqu'à ce jour dans nos possessions du nord de l'Afrique. Paris, 58 pl. et 5 cartes.
- 1865. Monographie du nouveau genre Paladilhia. Paris, 21 p., 1 pl.
- 1866. Recherches sur la distribution géographique des Mollusques terrestres et fluviatiles en Algérie et dans les régions circonvoisines. Ann. Sc. nat. Zool. V, Paris, 2 cartes.
- 1869. Catalogue des Mollusques terrestres et fluviatiles des environs de Paris, à l'époque quaternaire. Paris, 32 p., 3 pl.
- 1876-1877. Histoire des Clausilies vivantes et fossiles de France. Ann. Sc. nat. Zool. (4-6). Paris.
- 1877. Aperçu sur les espèces françaises du genre Succinea. Paris.
- 1880. Recensement des Vivipara du système européen. Paris.
- 1880-1881. Matériaux pour servir à l'histoire des Mollusques Acéphales du système européen. Poissy, 2 fascicules.
- 1883. Histoire malacologique de l'Abyssinie. Paris, 5 pl. et 1 carte.
- 1888 Animaux Mollusques Fluviatiles du lac Tanganyika Corbeil, 35 pl.212 esp. 481 figures